# Missale secundum ritum ecclesie Bremense

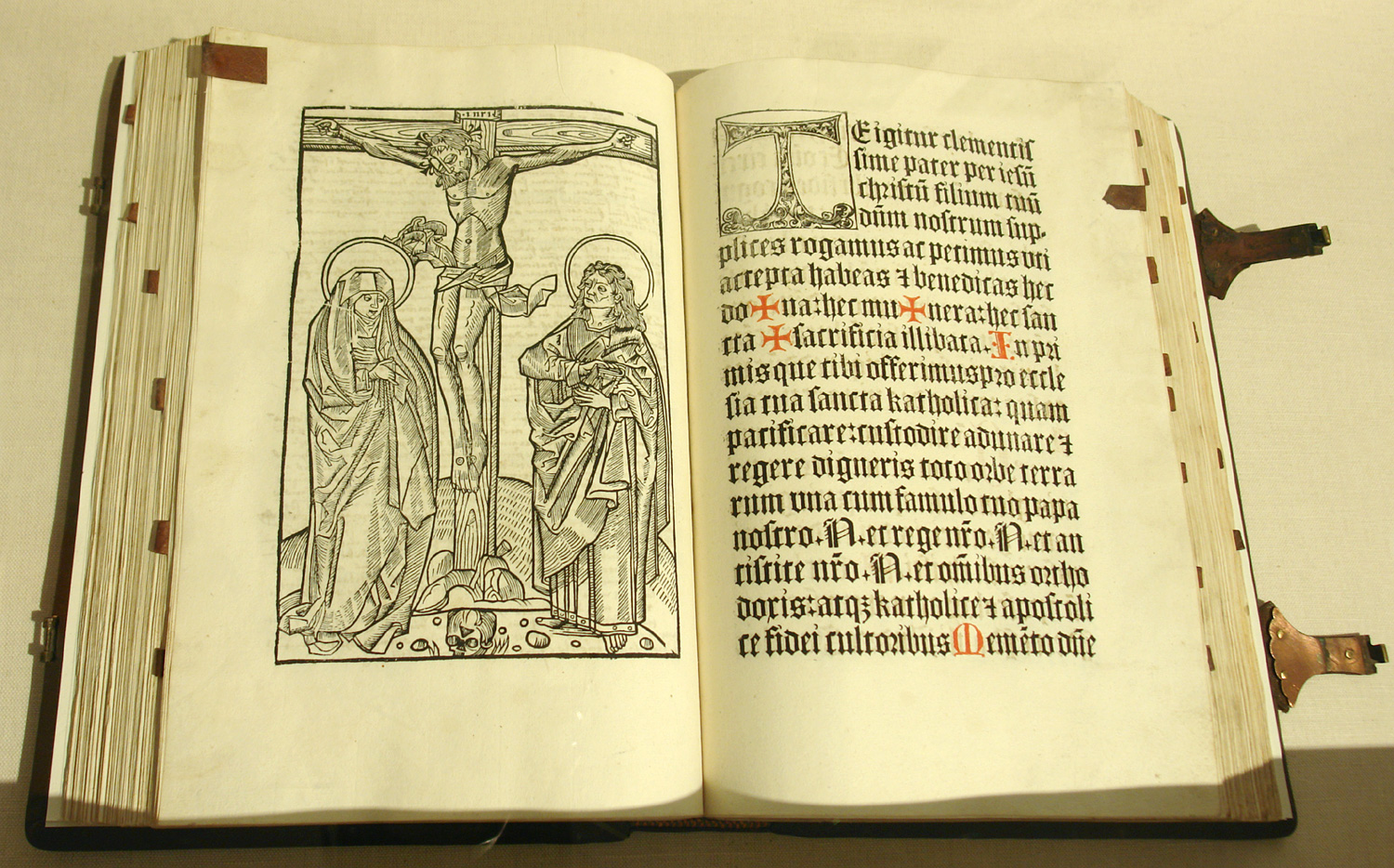
Das Missale von 1511 im Bremer Dom-Museum

Das Missale secundum ritum ecclesie Bremense ist ein Messbuch, das Anfang des 16. Jahrhunderts am Bremer Dom in Gebrauch war und heute im Dom-Museum ausgestellt ist.

## Geschichte
Das Missale secundum ritum ecclesie Bremense des Bremer Doms, übersetzt Messbuch gemäß der in der bremischen Kirche üblichen Gepflogenheiten, beschreibt den im Mittelalter nur in der Diözese Bremen gültigen Ritus für die Heilige Messe. Es enthält in lateinischer Sprache die feststehenden und wechselnden biblischen Texte, Gebete und Gesänge für die Gottesdienste. Auftraggeber war der von 1497 bis 1511 amtierende Erzbischof Johann III. Rode.
In Gebrauch war das Missale nur von 1511 bis 1532. Nach der in den Bremer Altstadtkirchen 1522–1523 durchgeführten Glaubensreformation im Sinne Luthers blieb der St.-Petri-Dom mit dem Erzbischof an der Spitze dem alten Glauben verpflichtet. Das änderte sich, als am Palmsonntag 1532 der Dom von einer radikalen Bürgergruppe, den sogenannten 104 Männern, in Besitz genommen wurde. Das Domkapitel floh daraufhin unter Anführung des Dompropstes Franz Grambeke nach Verden und im Dom durfte nur noch evangelisch gepredigt werden.

## Ausführung des Missale

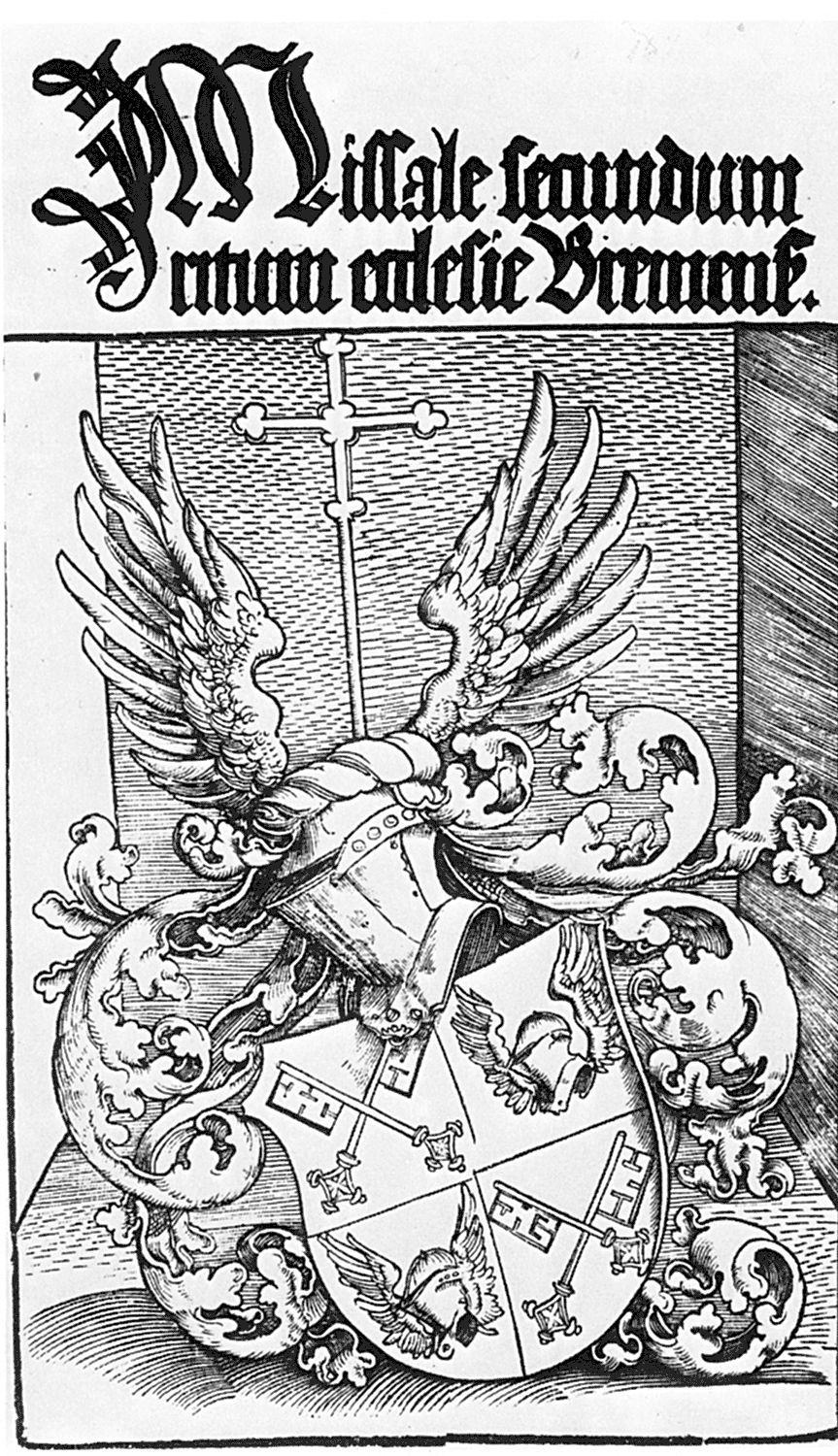
Titelseite des Missale

Hergestellt wurde das Buch 1511 bei Renatus Beck in Straßburg, weil Bremen zu der Zeit noch keine Buchdruckerwerkstatt besaß. Der Einband (H. 34 cm, B. 23 cm) besteht aus Leder mit Metallschließen, die zum Teil schon ergänzt wurden. Der Letterndruck auf Papier ist Schwarz mit Hervorhebungen in Rot. Nicht ermittelt werden konnte bisher der Urheber für die beiden Holzschnitte: auf der Titelseite das Wappen von Erzbischof Johann Rode (geflügelter Helm) ergänzt durch das erzbischöfliche Wappen (zwei gekreuzte Schlüssel) und vor dem Canon Missae eine Kreuzigungsdarstellung mit Maria und Johannes neben dem Gekreuzigten. Das Missale mit einer Widmung des Erzbischofs Rode ist in sehr gutem Zustand, was sich auch mit der Tatsache erklärt, dass es nur wenige Jahre in Gebrauch war (1511–1532).
Von dem Missale existieren in Bremen nur noch vier weitere Exemplare, eines in der Propsteigemeinde St. Johann und drei in der Staats- und Universitätsbibliothek; letztere veröffentlicht auch ein Exemplar in ihren digitalen Sammlungen. Ob es andernorts noch weitere Ausgaben gibt, ist nicht bekannt.

## Wert für die bremische Kirchengeschichte
Besonders interessant für die Erforschung der bremischen Kirchen- und Musikgeschichte sind diejenigen Gesänge, die  den in Bremen verehrten Heiligen Willehad, Ansgar und Rimbert gewidmet sind. Tauchen sie in anderen Messbüchern auf, ist das ein Hinweis darauf, dass sie im Erzbistum Bremen gebraucht und wohl auch zusammengestellt wurden. Dies trifft beispielsweise bei einem Messbuch aus dem 12. Jahrhundert in der Lübecker Stadtbibliothek zu, das Liedertexte mit den dazugehörigen Neumen (Vorläufer der Notenschrift) aufweist, die auf eine Herkunft aus dem Umfeld des Bremer Doms schließen lassen. Einzelne Gesänge für Ansgar und Willehad stimmen weitgehend mit den vom Bremer Domherrn Vicelin im 12. Jahrhundert überlieferten Kodextexten überein, die sich heute im Staatsarchiv Münster befinden.